# Specs and the City
Specs and the City, llamado Sólo para sus ojos en España y Los lentes y la ciudad en Hispanoamérica, es el undécimo episodio de la vigesimoquinta temporada de la serie animada Los Simpson, y el 541 de la misma. Fue escrito por Brian Kelley y dirigido por Lance Kramer, y se emitió en Estados Unidos el 26 de enero de 2014, por FOX. Las estrellas invitadas fueron Maurice LaMarche y Will Lyman como ellos mismos. Durante este episodio, a Homer le regalan unos anteojos inteligentes, pero al regalárselos a Marge, puede espiar todo lo que hace. Lyman hace una breve aparición narrando una breve parodia a Frontline, el programa de PBS de periodismo investigativo.

## Sinopsis
En Navidad, el Sr. Burns reparte los regalos para los trabajadores de la Planta Nuclear de Springfield. Homer, Lenny y Carl se estaban quejando de que los regalos de la Navidad pasada fueron un desastre, ya que eran calendarios con fotos de los sabuesos de Burns. Sin embargo, el jefe de la planta regala unos Oogle Googles, unos anteojos inteligentes que brindan información sobre la persona u objeto que está siendo observada. Cuando Burns termina de dar los regalos, él y Smithers van a su oficina. Waylon le pregunta si está bien y si tendría que llamar a un médico, ya que éste se sorprende cuando ve que Burns es amable. Pero, en realidad el anciano los utilizaba para espiarlos. También muestra un panel con botones y explica que cada botón representa un empleado, y que al tocar el botón ese empleado muere. Eso mismo intenta hacer el Sr. Burns, pero no funciona.
La historia se remonta a febrero del 2014, donde Bart y Lisa están haciendo tarjetas para el Día de San Valentín para toda la clase. Bart se opone a hacerle una tarjeta a Nelson. Entonces, Marge le muestra a Bart un video que muestra un chico que muere por una sobredosis de corazones de caramelo porque no recibió ninguna tarjeta para el Día de San Valentín.
Homer va de paseo con su familia y no puede dejar de utilizar sus anteojos. Marge se enoja con Homer por ellos y a la mañana siguiente da vuelta los panqueques de su esposo con ira. Entonces, Homer decide regalarle los Oogle Googgles a algún miembro de la familia. Él hace girar los anteojos con una base giratoria y los anteojos le tocan a Maggie. Pero Marge, que estaba al lado, dice que le tocaron a ella y cuando voltea, la bebé le tira el chupete.
En la Escuela Primaria de Springfield, los chicos hacen una fila para entregarle la tarjeta del Día de San Valentín a Nelson. Cuando le toca a Bart, dice que no le daría una tarjeta y la que había preparado la rompe. Nelson le dice a Bart que tiene una semana para darle una tarjeta. Entonces, Bart tiene una idea: le escribe una tarjeta que dice "I fear you" ("Te temo", en español) y le explica que eso es lo que significa para todos y que le dan tarjetas por miedo a lo que les pasará. Finalmente, Nelson queda contento con el contenido interno de la carta ya que "se podía oler el miedo".
Cuando Homer vuelve al trabajo sin los anteojos y va a la oficina del Sr. Burns para pedirle unos nuevos anteojos, pero no está. Homer mira hacia los monitores que Burns usa para espiar a los empleados. De esa manera, también puede ver a Marge. Mientras la espiaba, el Sr. Burns, enojado, le pregunta "Quien eres?". Entonces, Homer, asustado, le responde "¡Señor Burns!". Por esto Monty se va de la oficina. Homer sigue viendo lo que Marge hace todos los días. Y también se entera de que Marge está yendo a terapia para hablar sobre su marido. Moe le aconseja que también vaya a terapia el mismo día en el que va Marge, los miércoles, para cruzarse con ella. Pero, se arrepiente, decide no ir y no decirle nada a Marge, ya que nota que la terapia le ayudaba a ser feliz.
En la escuela, Lisa le dice a Ralph que en la tarjeta que él le otorgó, había un diente. El niño le dice que lo plante y así crecería un nuevo Ralph, pero Lisa le responde que "no necesita un nuevo Ralph, le gusta el que existe", y se va.